# Communauté de communes du Val de Vôge
Die Communauté de communes du Val de Vôge ist ein ehemaliger französischer Gemeindeverband mit der Rechtsform einer Communauté de communes im Département Vosges in der Region Lothringen. Der Gemeindeverband wurde am 8. Dezember 2006 gegründet und umfasste zwölf Gemeinden. Der Verwaltungssitz befand sich im Ort Bains-les-Bains. Die Mitgliedsgemeinden lagen im Einzugsbereich des oberen Côney in der Vôge.

## Historische Entwicklung
Der Kommunalverband wurde aus ursprünglich elf Gemeinden des Kanton Bains-les-Bains gegründet, um die materiellen Ressourcen der Gemeinden zu bündeln und die wirtschaftliche Entwicklung zu koordinieren. Am 1. Januar 2009 schlossen sich die Gemeinden La Chapelle-aux-Bois und Le Clerjus aus dem Kanton Xertigny dem Kommunalverband an. Am 1. Januar 2013 wurde die Gemeinde Le Magny nach Fontenoy-le-Château eingemeindet.
Mit Wirkung vom 1. Januar 2017 wurde der Gemeindeverband aufgelöst und die Mitgliedsgemeinden auf die 
- Communauté d’agglomération d’Épinal und die
- Communauté de communes des Vosges Côté Sud Ouest

aufgeteilt. Gleichzeitig bildeten die Gemeinden Bains-les-Bains, Harsault und Hautmougey eine Commune nouvelle unter dem Namen La Vôge-les-Bains.

## Ehemalige Mitgliedsgemeinden
- Bains-les-Bains
- Fontenoy-le-Château
- Grandrupt-de-Bains
- Gruey-lès-Surance
- Harsault
- Hautmougey
- La Chapelle-aux-Bois
- Le Clerjus
- La Haye
- Les Voivres
- Montmotier
- Trémonzey